# アダチアタル
アダチアタルは、日本のライトノベル作家である。

## 概要
明月千里の『月見月理解の探偵殺人』に憧れてGA文庫大賞に応募した。第5回GA文庫大賞では作品「MURDER COMPLEX」が優秀賞を受賞し、後に同作を『ジンクスゲーム』と改題して、同作でデビューした。好きな監督として富野由悠季の名前を挙げている。また、好きな小説シリーズとして『シャーロック・ホームズ』シリーズと江戸川乱歩の『少年探偵団』シリーズの名前を挙げている。

## 作品一覧
- 『ジンクスゲーム』（イラスト: ニリツ、GA文庫〈SBクリエイティブ〉）、全3巻
  1. 2015年1月15日[4]、ISBN 978-4-7973-8206-8
  2. 2015年4月15日[5]、ISBN 978-4-7973-8353-9
  3. 2015年7月15日[6]、ISBN 978-4-7973-8354-6